# Sheriff Woody
Sheriff Woody Pride er en af hovedpersonerne i Toy Story (1995), Toy Story 2 (1999), og Toy Story 3 (2010) (den anden er Buzz Lightyear). Han er stemmelagt af Tom Hanks i film og af Jim Hanks (Tom's lillebror) i de fleste andre medier. På dansk bliver han stemmelagt af skuespilleren Preben Kristensen.
Woody vises også på attraktionen Toy Story Midway Mania, der er beliggende på Disney's California Adventure Themepark i Disneyland Resort i Anaheim, i Californien, og på Disneys Hollywood Studios i Walt Disney World Resort i Lake Buena Vista i Florida.

## Koncept og skabelse
Woody var oprindelig beregnet til at være en Howdy Doody-lignende bugtalerdukke og blev opkaldt efter Westernskuespilleren Woody Strode. John Lasseter havde altid ønsket at Tom Hanks skulle spille Woody-rollen. Lasseter hævdede at Hanks "... har mulighed for at tage følelser og gøre dem attraktive." Tidlige testoptagelser, ved hjælp af Hanks stemme fra Turner & Hooch overbeviste Hanks til at underskrive på filmen. Toy Story var Hanks 'første animerede filmrolle.

## Andre optrædener
Woody havde også en cameo i filmen Græsrødderne som et besætningsmedlem på et af fraklippene. Han dukkede op i Buzz Lightyear fra Star Command: Eventyret Begynder, hvor han kun sås i starten i et introshow og blev stemmelagt af Jim Hanks.

## Kendetegn
Woody er en gammeldags pull-string-cowboydukke, lavet af stof og træ. Stemme-boxen aktiveres ved pull-string og kan sige mange enkle sætninger som "Hænderne op, makker!" og "Der er en slange i min støvle!" Som nævnt i Toy Story 2, indeholder hans byggeri et "originalt håndmalede ansigt og håndsyet brun poly-vinyl hat." Han bærer en brun hat, rødt tørklæde, en rød-stribet gul skjorte, en cowboy-vest – tilsyneladende koskind, blå bukser, støvler, og den berømte sherif stjerne, der er slidt på alle punkter. Woody bærer også et tom pistolhylster i hans bælte. Han er Anders yndlings legetøj siden børnehaven, med en særlig plads på sengen, og er leder af legetøjet på Anders værelse. I Toy Story 2 bliver det afsløret, at han er baseret på hovedpersonen fra et populært tv-show fra 1950'erne, kaldet Woody's Roundup.
Selv om han har været anset for at være chef på Anders' værelse, er Woody lidt af en mangelfuld karakter, som set i alle tre film, da han har tilfældige anfald af jalousi, vrede, frustration og følelser af utilstrækkelighed med hensyn til hans rolle mange gange.
Det blev afsløret i august 2009 af Lee Unkrich at Woodys officielle efternavn var "Pride". Unkrich erklærede i sin Twitter blog, at "Woody faktiske fulde navn er 'Woody Pride" og har været det siden de tidligste dage for udviklingen af den oprindelige Toy Story".